# Секст Педуцен
Секст Педуцен (Sextus Peducaenus) e политик на Римската република през края на 1 век пр.н.е.
През 55 пр.н.е. той е народен трибун. Консули тази година са Помпей Велики и Марк Лициний Крас. С още четири свои колеги той изработва закона lex Mamilia Roscia Alliena Peducaea Fabia.